# Knooppunt Oudenrijn
Der Knooppunt Oudenrijn ist ein Autobahnkreuz in der niederländischen Provinz Utrecht im Südwesten der Stadt Utrecht. Es verbindet den Rijksweg 2 (A2: Amsterdam–Utrecht–Breda-Maastricht) mit dem Rijksweg 12 (A12: Oberhausen–Arnhem–Utrecht–Den Haag). Erbaut wurde er 1939 und ist damit der älteste Knoten der Niederlande.
Benannt ist das Autobahnkreuz nach dem nordwestlich des Knotens liegenden ehemaligen Dorf Oudenrijn, das jedoch 1954 als selbständige Gemeinde aufgelöst und aufgeteilt wurde. Seit 2001 gehören beide Teile wieder zu Utrecht, aber nur das erst in den 1950er Jahren erschlossene ehemalige Strijkviertel trägt als Industriegebiet noch den Namen Bedrijvengebied Oudenrijn. Der Name stammt von dem historischen kanalisierten Flüsschen Oude Rijn, das nördlich des Stadtteils durch Utrecht verlief und nun Teil des Kanals Leidse Rijn ist.

## Geschichte

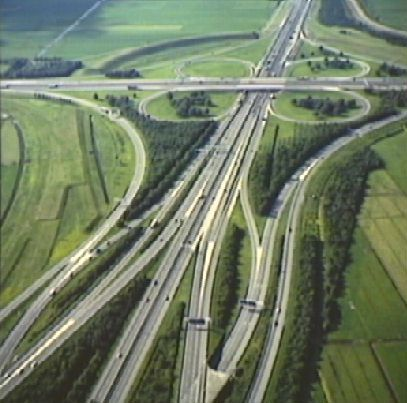
Der Knooppunt Oudenrijn als Kleeblatt in den 1980er Jahren

### Der Knoten als Kreisverkehr

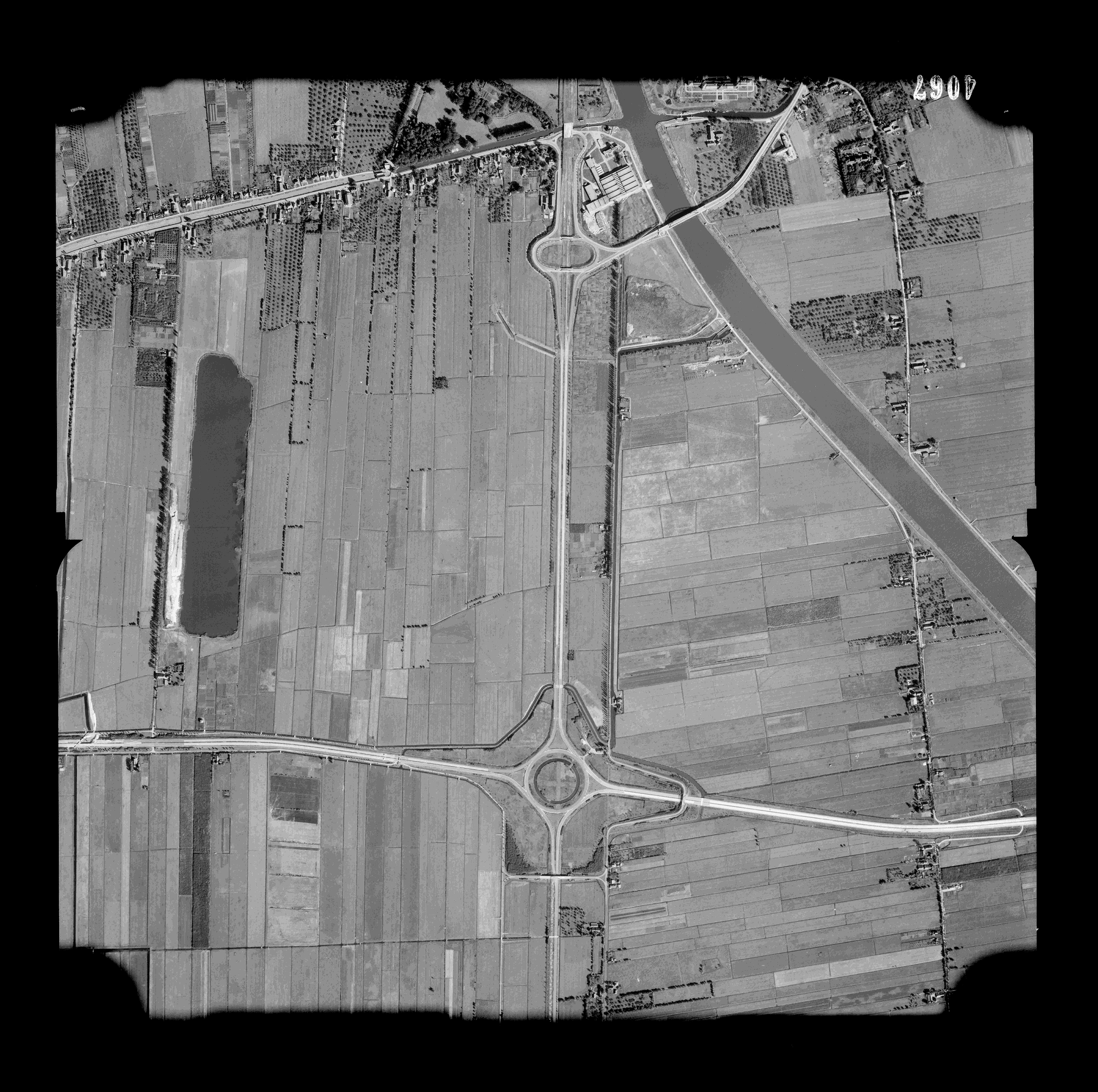
Der Knooppunt Oudenrijn im Jahr 1944

Die Geschichte des Knotens geht bis in die 1930er Jahre zurück, als mit der Planung und anschließenden Realisierung eines Kreuzungspunktes zweier Rijkswege begonnen wurde. An dem Punkt sollten sich die Rijkswege 2, 12 und 26 kreuzen. Zunächst wurde über eine Lösung in Form eines Kleeblatt-Autobahnkreuzes nachgedacht. Nachdem aber festgestellt wurde, dass eine solche Lösung zu teuer sei, wurden die Planungen in Richtung eines Kreisverkehr-Autobahnkreuzes intensiviert.
Bereits 1938 wurde der bis dato zweispurige Rijksweg 2/26 im Bereich nördlich des zukünftigen Kreuzes auf vier Spuren ausgebaut. Mit der Fertigstellung des vierspurigen Rijksweg 12 zwischen dem Knooppunt Oudenrijn und Woerden wurde der Knoten am 25. November 1939 als zweispuriger Kreisverkehr eröffnet. 1941 wurde im Knoten eine Beleuchtungsanlage installiert, ehe 1942 die A12 östlich des Knotens bis Utrecht-Hoograven für den Verkehr freigegeben und an das Autobahnkreuz angeschlossen wurde. 1948 wurde auch der südliche Ausbau der A2 bis zur Lek-Brücke bei Vianen auf vier Fahrstreifen für den Verkehr freigegeben. Gleichzeitig wurden im selben Jahr innerhalb des Kreuzes zwei Tankstellen errichtet. Wegen des erhöhten Verkehrsaufkommens wurde der Knoten 1959 erst auf drei Fahrspuren erweitert und 1960, um Staus im Kreuz zu vermeiden, mit Ampeln ausgestattet.

### Der Knoten als Kleeblatt
In den 1960er Jahren begann der Umbau des Knotens vom Kreisverkehr zu einem Kleeblatt. Hierzu wurden zuerst die äußeren direkten Verbindungsrampen errichtet. Im späteren Verlauf wurden dann bis zur Fertigstellung am 13. November 1968 die innen liegenden indirekten Verbindungsrampen erstellt und durch Errichtung eines Brückenbauwerks die Niveaugleichheit der Fahrbahnen behoben.

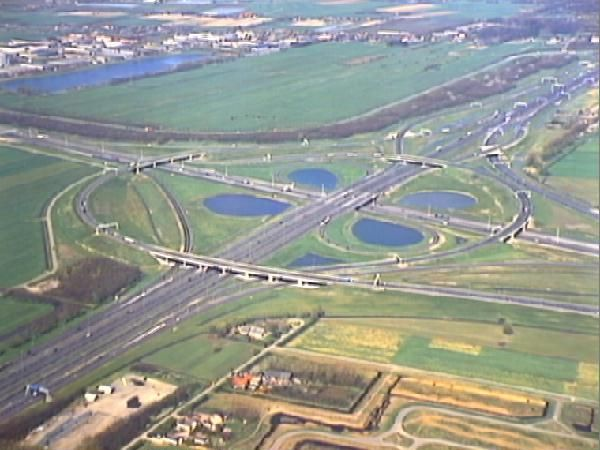
Der Knooppunt Oudenrijn im Jahr 1997

1976 wurde die A2 nördlich des Knotens bis zum Knooppunt Holendrecht sechsspurig ausgebaut. 1977 wurde dann die Parallelfahrbahn der A12 im Bereich des Autobahnrings von Utrecht zwischen dem Knooppunt Oudenrijn und dem Knooppunt Lunetten und damit auch das sogenannte Geflecht östlich des Kreuzes für den Verkehr freigegeben.

### Der Knoten als Mischform Kleeblatt/Turbine
1993 wurde mit dem Umbau des Autobahnkreuzes zu seiner heutigen Bauform begonnen. Das am 29. Juni 1996 eröffnete Bauvorhaben sollte die Kapazität des Kreuzes deutlich erhöhen. Um Staus auf der vielbefahrenen Strecke zu vermeiden, wurde das Tempolimit auf der A12 östlich des Knotens auf der Hauptfahrbahn auf 100 km/h und auf der Parallelfahrbahn auf 80 km/h gesenkt.
Östlich des Kreuzes verfügt die A12 seit der Fertigstellung des Ausbaus 2012 über insgesamt 10 Fahrstreifen, die sich aus sechs Fahrstreifen auf der Hauptfahrbahn und jeweils zwei Fahrstreifen für jede Richtung auf der Parallelfahrbahn zusammensetzen.
Ende 2013 wurde die Verbindungsrampe von der A2 aus Richtung Amsterdam auf die A12 in Richtung Arnhem dreispurig ausgebaut und das Tempolimit dort auf 80 km/h gesenkt.

## Bauform
Das Autobahnkreuz ist in einer Mischform eines Kleeblatt- und eines Turbinen-Kreuzes gebaut. Die beiden Verbindungsrampen mit dem geringeren Verkehrsaufkommen sind als indirekte Verbindungsrampen wie bei einem Kleeblatt-Kreuz einspurig ausgebaut. Die halbdirekten Verbindungsrampen sind jeweils zweispurig ausgebaut, die direkte Verbindungsrampe von Arnhem nach Amsterdam zweispurig und die Verbindungsrampe von Amsterdam nach Arnhem sogar dreispurig. Nördlich und östlich des Knotens befinden sich sogenannte Geflechte, die die Anbindung an die jeweiligen Haupt- und Parallelfahrbahnen der A2 und der A12 ermöglichen.